# Сельское хозяйство Кении
Сельское хозяйство в Кении — основной сектор экономики Кении.

## Общая характеристика
От 15 до 17 процентов территории Кении имеет достаточную плодородность с необходимым количеством осадков. Из них 7-8 процентов являются наиболее плодородными. В 2006 году почти 75 % работающих кенийцев зарабатывали на жизнь сельским хозяйством, по сравнению с 80 % в 1980 году. Около половины сельскохозяйственной продукции Кении является нерыночным натуральным хозяйством.
Сельское хозяйство также является крупнейшим источником валового внутреннего продукта Кении. В 2005 году на сельское хозяйство, включая лесное хозяйство и рыболовство, приходилось около 24 % ВВП, а также 18 % наёмного труда и 50 % дохода от экспорта.
Сельское хозяйство является наиболее важным сектором экономики Кении, хотя менее 8 % земель используется для производства сельскохозяйственных культур и кормов, и менее 20 % пригодно для выращивания. 
Кения является ведущим производителем чая и кофе, а также третьим по величине[где?] экспортёром свежих продуктов, таких как капуста, лук и манго. Небольшие фермы выращивают большую часть кукурузы, а также производят картофель, бананы, бобы, горох и перец чили.

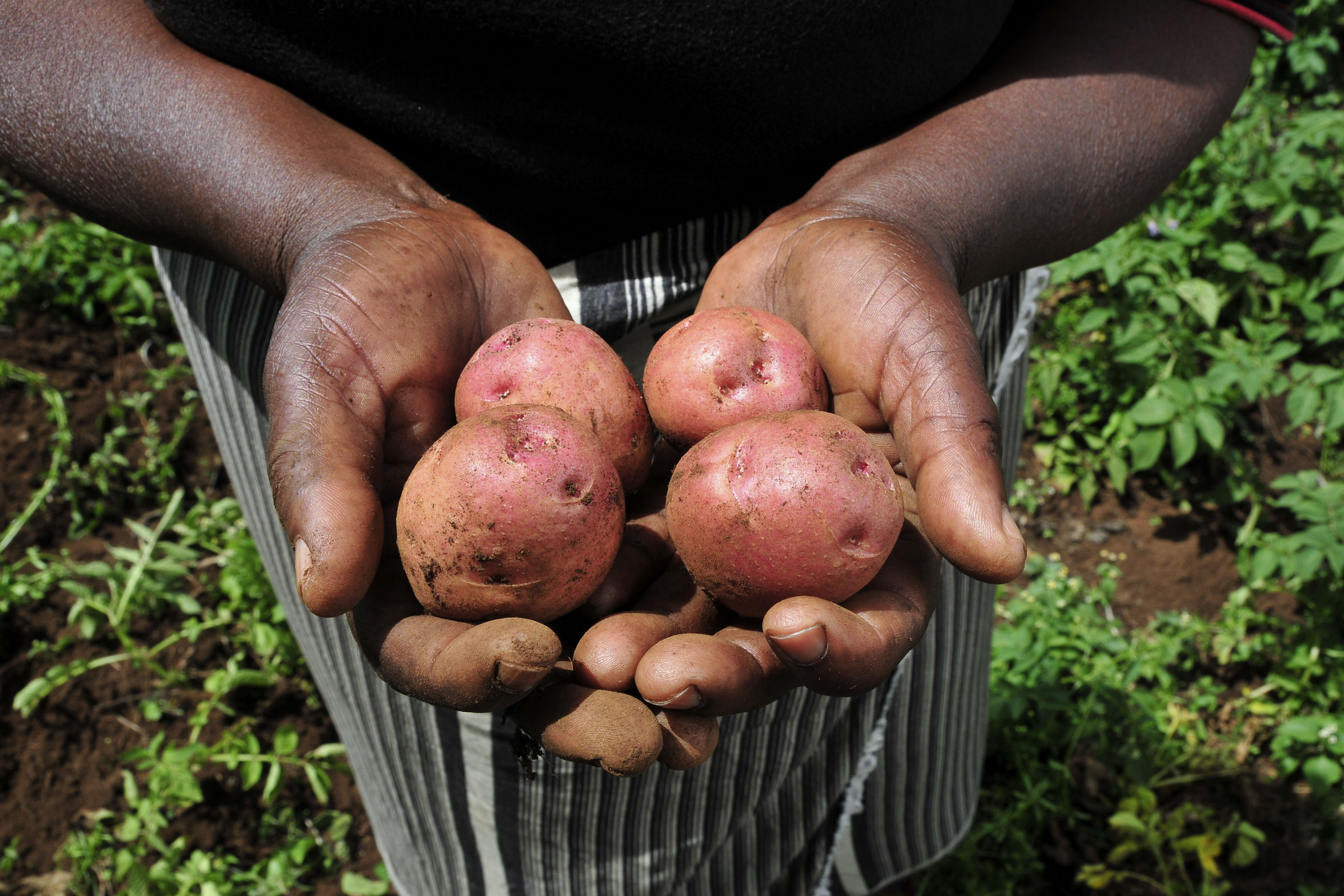
Картофель собирают с кенийской фермы.

## Сельскохозяйственные товары

### Сладкий картофель
Наиболее распространёнными сортами, которые выращивают кенийские фермеры сладкого картофеля, являются белый, красный и фиолетовый. Популярность сладкого картофеля с жёлтой мякотью возросла из-за того, что диетологи продвигают его в качестве источника витамина А, которого не хватает в кенийском рационе. Дефицит витамина А не смертелен, но оставляет иммунную систему истощённой и восприимчивой к кори, малярии и диарее. Дефицит также может вызвать слепоту.
Несмотря на усилия по созданию полностью устойчивых растений, до сих пор мало что было достигнуто. Поэтому внимание обращается на псевдорезистентность, которая включает в себя смягчение повреждений долгоносиков за счёт более глубокого формирования корней хранения и короткосезонных сортов, которые подвергаются заражению долгоносиками в течение меньшего времени. Там, где фермеры по частям собирают урожай сладкого картофеля, может быть до 10 % потерь урожая из-за болезней и долгоносиков. Вредители-жуки могут полностью уничтожить плантации сладкого картофеля.

### Цветы

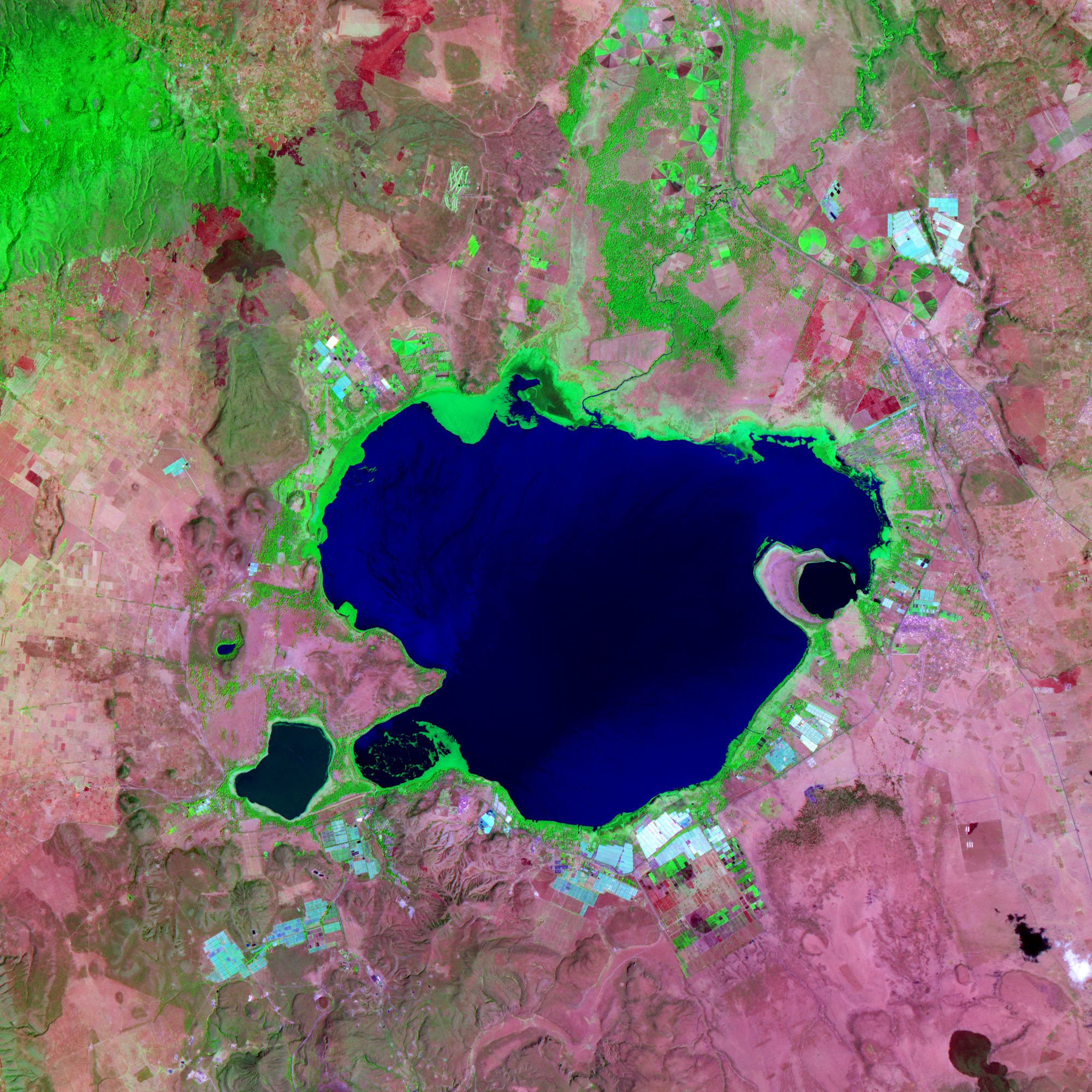
Цветочные теплицы вокруг озера Найваша. Свежие цветы составляют около 10 % экспорта Кении.

Кения является третьим в мире экспортёром по величине срезанных цветов. Примерно половина из 127 цветочных ферм Кении сосредоточена вокруг озера Найваша, в 90 километрах к северо-западу от Найроби. Чтобы ускорить экспорт, аэропорт Найроби имеет терминал, предназначенный для перевозки цветов и овощей.

### Иная продукция
На 2024 год компания «Eni Kenya» в сотрудничестве с Министерством сельского хозяйства Кении осуществляет проект производства растительного масла для биотоплива. 71 млн долл. для реализации проекта выделил Итальянский климатический фонд. Ещё 128 млн долл. вложено Международной финансовой корпорацией.

## Сельскохозяйственные методы

### Обычное выращивание
Из-за вредителей, болезней и снижения питательных веществ почвы фермеры как можно чаще меняют свои растения сладкого картофеля, что означает использование поля для растений сладкого картофеля только один раз в 5 лет и отсутствие урожая на одном и том же поле в течение двух лет подряд. Когда сладкий картофель и рисовые культуры были посажены на соседних полях, уровень заражённости долгоносиками сладкого картофеля снизился. Снижение повреждения долгоносиков наблюдалось при скрещивании сладкого картофеля с просом и кунжутом, но урожайность сладкого картофеля также была значительно снижена.

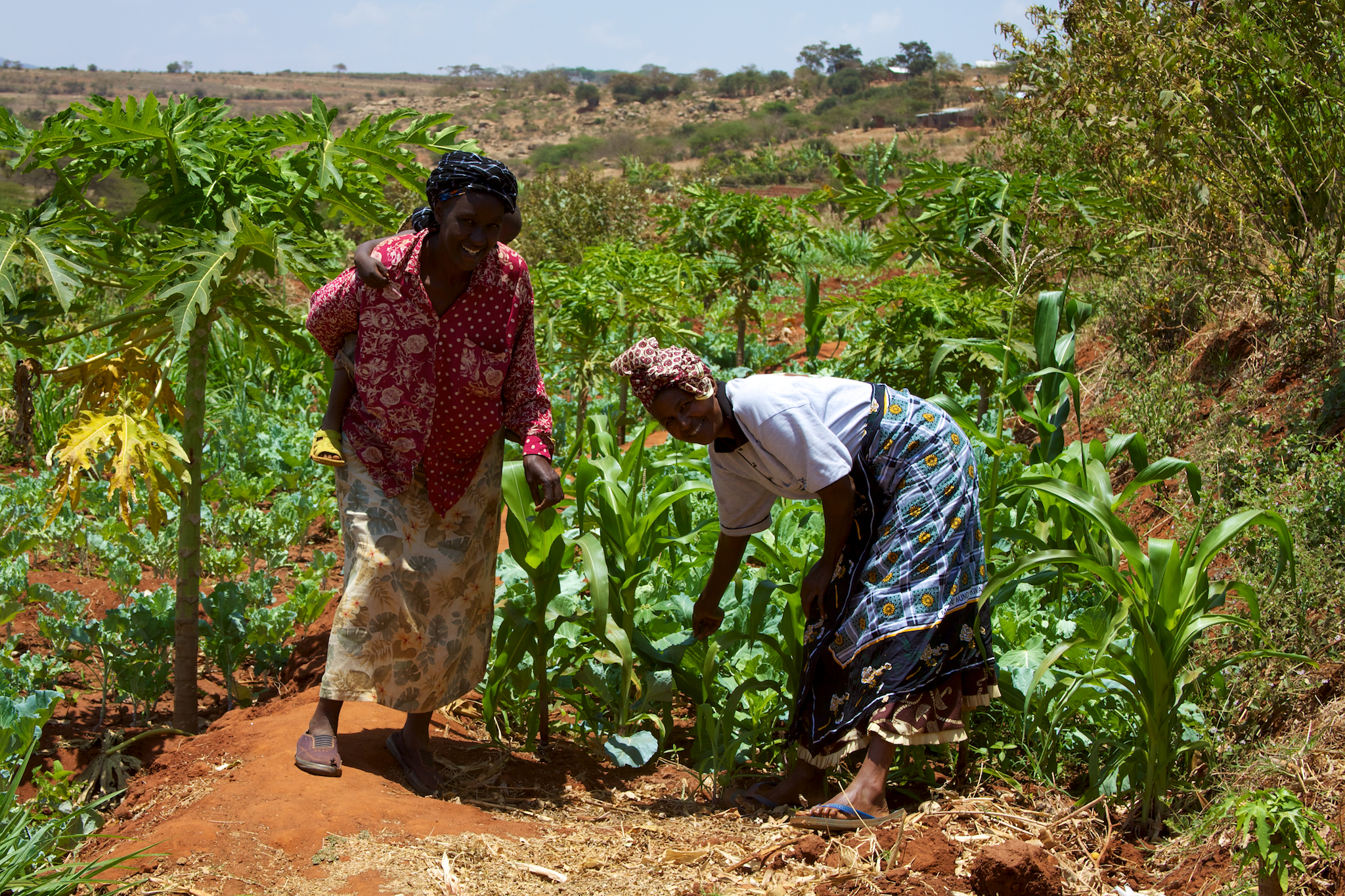
Мелкие фермеры в Кении.

Борьба с сорняками требует много часов ручного труда. Неконтролируемый рост сорняков снижает урожайность на целых 60 процентов. Некоторые фермеры решают эту проблему, обрабатывая меньшие площади, но это также снижает общую урожайность. Гербициды слишком дороги для большинства мелких фермеров. Когда растение батата размножается несколько раз подряд, урожайность снижается, а накопление вируса увеличивается. Вирусы могут быть удалены термической обработкой.

### Орошение
Сектор ирригации Кении подразделяется на три вида согласно организации: мелкотоварные схемы, централизованно управляемые государственные схемы и частные/коммерческие ирригационные схемы.
Мелкотоварными занимаются и управляют отдельные лица или группы фермеров, действующих в качестве водопользователей или групп самопомощи. Орошение осуществляется на индивидуальных или групповых фермах в среднем на площади 0,1-0,4 га. Существует около 3000 мелкотоварных ирригационных систем, охватывающих общую площадь 47 000 га, что соответствует 42 % от общей площади орошаемых земель. Они производят основную часть садово-огородной продукции, потребляемой в городских центрах Кении.
В стране действуют семь крупных ирригационных систем централизованного управления, а именно Мвеа, Бура, Хола, Перкера, Западное Кано, Буньяла и Ахеро, общая площадь которых составляет 18 200 га и в среднем составляет 2600 га на одну схему. Эти схемы управляются Национальным Советом по ирригации и составляют 18 % площади орошаемых земель в Кении. Первоначально правительство разрабатывало и управляло национальными схемами с участием фермеров в качестве арендаторов, однако с 2003 года NIB передал заинтересованным сторонам ответственность за большинство услуг, за исключением разработки и реконструкции основных ирригационных сооружений.
Крупные частные коммерческие хозяйства занимают 45 000 гектаров, что составляет 40 % орошаемых земель. Они используют высокие технологии и производят ценные культуры для экспортного рынка, особенно цветы и овощи. В хозяйствах занято около 70 000 человек рабочей силы, что составляет 41 % населения, непосредственно занятого в орошаемом земледелии.

### Органическое выращивание
8-летнее сравнительное исследование, проект устойчивых сельскохозяйственных систем сельского хозяйства, сравнил традиционные системы сельского хозяйства с различными методами севооборота и почвенного вещества. Результаты показали, что органические методы давали урожайность в том же диапазоне, что и обычные системы для всех изученных культур, а для некоторых исследований урожайность была выше органических систем, чем для обычных систем. Органические системы были отмечены повышением содержания органического углерода в почве и увеличением запасов накопленных питательных веществ, каждое из которых имеет решающее значение для долгосрочного поддержания плодородия.
Сладкий картофель, как правило, выращивается органически в Африке. Чтобы уменьшить трудозатраты на прополку, фермеры, опрошенные Macharia (2004), отдали предпочтение посадке на насыпи после опробования гребней. Фермеры обнаружили, что методы насыпи дают более крупные клубни и легче использовать без новых удобрений или химикатов.

### Генетически изменённое выращивание
Многие фермеры в Кении называют генетически модифицированную кукурузу, поставляемую США, троянским конём. Генетически изменённые продукты в настоящее время являются незаконными в Кении, хотя США продолжают отправлять модифицированную кукурузу в Кению в виде помощи.
Кенийцы и другие африканцы, такие как Малави и зимбабвийцы, размалывают кукурузу в муку перед её распределением. Некоторые активисты заявили, что США целенаправленно отправляют ГМО-продукты в качестве помощи, чтобы подорвать рынок органического экспорта и заставить Европу начать покупать у США. Некоторые фермеры могут не знать о ГМО, а другие, как сказал Холли, просто слишком бедны.

### Тепличное хозяйство
Чтобы увеличить производство и увеличить прибыль, многие мелкие фермеры в Кении внедряют тепличное хозяйство. Самые популярные продукты, выращиваемые в теплицах, включают в себя арбузы, стручковый перец и помидоры.
Тепличное хозяйство в Кении позволяет фермерам использовать меньше сельскохозяйственных ресурсов (включая рабочую силу и удобрения) и бороться с вредителями и болезнями. Восточноафриканская страна классифицируется как страна с дефицитом воды, и большая часть земель не является оптимальной для сельского хозяйства. Большинство кенийских теплиц используют капельное орошение, чтобы максимально использовать доступную воду и эффективно доставлять питательные вещества своим культурам.

### Аквакультуры
Основным направлением аквакультуры в Кении, как и в других странах Субсахарской Африки, остаётся пресноводное прудовое рыбоводство. Искусственное разведение рыбы, начавшее активно развиваться в 2000-х годах, позволило увеличить объёмы производства с 4,9 тыс. тонн до 23,5 тыс. тонн, что вывело страну на четвёртое место в регионе. Государственные программы, такие как «Программа стимулирования роста экономики» (2009–2014) и «Программа развития предпринимательской аквакультуры» (2018), способствовали расширению инфраструктуры: число рыбоводных прудов выросло с 20 тыс. до 69,6 тыс., а их общая площадь — с 277 до 2063 га. Научная поддержка, включая разработки Кенийского института морских ресурсов и рыбоводства, обеспечила внедрение генетических технологий для селекции тилапии и африканского сома.
Несмотря на прогресс, по состоянию на 2023 год подушевое потребление рыбы в Кении остаётся низким — 4 кг в год против 11 кг в Уганде и 8 кг в Танзании. Прогнозируемый рост населения до 67 млн к 2030 году потребует увеличения производства до 270 тыс. тонн, однако текущие оценки ограничиваются 120 тыс. тонн. Дефицит может достичь 550 тыс. тонн при повышении потребления до среднего по Африке уровня. Для компенсации сокращения прудового производства развивается садковое рыбоводство в акватории озера Виктория: к 2019 году количество садков выросло с менее чем 10 до 4,3 тыс., обеспечив выпуск около 5 тыс. тонн рыбы.
Кения активно привлекает международных партнёров, включая ФАО и организацию Farm Africa, для реализации программ по устойчивому развитию аквакультуры. Рекомендации ФАО легли в основу государственных стратегий, направленных на поддержку малых хозяйств и создание производственно-сбытовых цепочек. Перспективы связываются с марикультурой: потенциал прибрежных вод Индийского океана и солоноватых источников требует привлечения частных инвестиций. Однако текущие усилия сосредоточены на совершенствовании технологий и расширении научно-исследовательской базы для обеспечения долгосрочной продовольственной безопасности.

## Схема в миллион акров
В 1954—1962 годах Дэвид Гордон Хайнс был откомандирован Великобританией, чтобы консультировать министра сельского хозяйства Кении по поводу «схемы на миллион акров» для покупки ферм экспатриантов в основном в высокогорье Кении.

## Сельскохозяйственные исследования, проводимые государственными учреждениями
Кенийский сельскохозяйственный Научно-исследовательский институт (Кари) уполномочен проводить соответствующие исследования. Кари является национальным учреждением, объединяющим исследовательские программы в области продовольственных культур, садоводческих и технических культур, животноводства и управления пастбищами, управления земельными и водными ресурсами и социально-экономической деятельности. Кари содействует проведению обоснованных сельскохозяйственных исследований, созданию и распространению технологий для обеспечения продовольственной безопасности путём повышения производительности и охраны окружающей среды.
Кари был создан в 1979 году как полуавтономное государственное учреждение. Новый институт продолжил научно-исследовательскую деятельность с Восточно-Африканского сельского и лесного хозяйства научно-исследовательская организация (EAAFRO), Восточно-Африканский научно-исследовательский ветеринарный организации (EAAVRO) и, наконец, министерств сельского хозяйства и развития животноводства. В 1986 году кенийское правительство признало необходимость преодоления долгосрочных ограничений в области производства продовольствия в стране. Кенийский институт по производству ветеринарных вакцин (KEVEVAPI) и кенийский Научно-исследовательский институт трипаносомоза (KETRI) были недавно интегрированы в KARI. Это было обусловлено признанием правительством необходимости дальнейшего укрепления своей системы сельскохозяйственных исследований в целях создания институциональной основы для эффективного управления, реорганизации и консолидации сельскохозяйственных исследований в стране.